# Abordaje

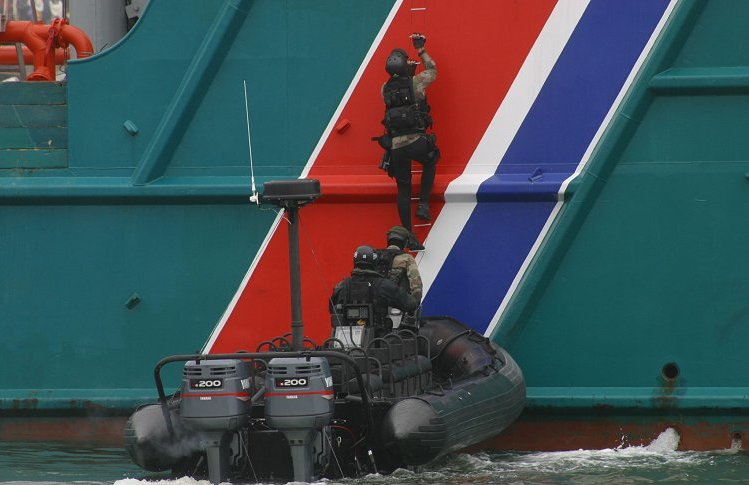
Miembros del comando Jaubert abordando el Alcyon en un asalto simulado.

Abordaje, en su sentido más simple, se refiere a la acción de abordar un buque a otro, especialmente con la intención de combatirlo. No obstante, en un sentido más amplio abordar es también llegar a otro buque, chocar o tocar con él, aunque no sea en sentido bélico. Cuando es clasificado como un ataque, en la mayor parte de los contextos, se refiere a la toma del buque por personas que no forman parte de la tripulación. 
El abordaje puede llevarse a cabo en tiempo de guerra por infantería de marina en un intento de capturar y posiblemente destruir el navío, o puede ocurrir en tiempos de paz por parte de piratas y otros criminales, o como un medio de inspección por parte de la guardia (o la marina) costera de un país, para prevenir la piratería y el contrabando.

## Tipos de abordaje

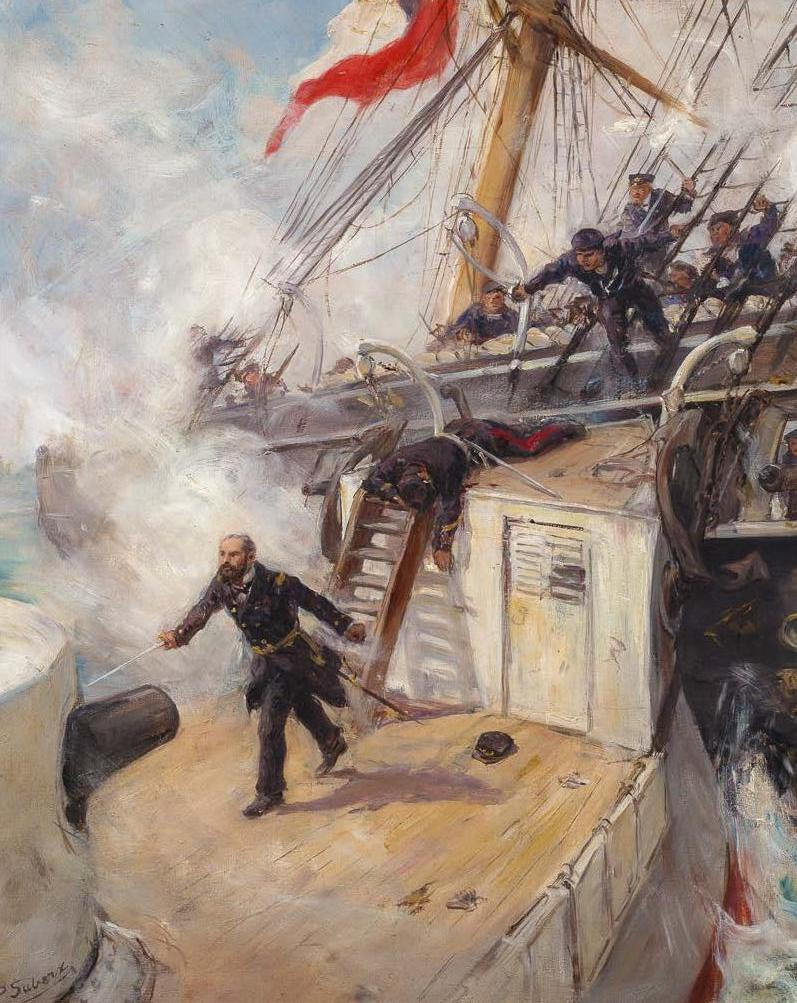
Abordaje del Monitor Huáscar, durante la Guerra del Pacífico (1879-1883)

Una embarcación puede abordar a otra de diversas maneras:
- A la larga. Abordar costado por costado.
- Al ancla. Ponerse al pairo derivando sobre el enemigo y presentándole siempre el costado, de modo que sin ganar ni perder terreno pueda caerse sobre él, para lo cual se echa el ancla al mismo tiempo que se arrambla.
- En buenas. Embestir el costado del buque enemigo o pasarle por ojo.
- Por avante. Abordar por proa o popa.
- Por sotavento. Ganar terreno a lo largo del buque enemigo hasta que se pueda meter el botalón por entre su palo mayor y dejándose caer sobre el viento de repente, quedarse abordado en largo.
- Roa a roa. Abordar de proa a la proa de otro buque. Abordar de modo que las quillas de los dos buques estén en una misma recta o casi.[2]